# Ronald Good
Ronald D'Oyley Good (Dorchester, 5 de março de 1896 — Hull, 11 de dezembro de 1992) foi um botânico britânico que se notabilizou no campo da fitogeografia, sendo autor de um sistema de regionalização florística posteriormente aprofundado e popularizado por Armen Takhtajan. Também publicou importantes trabalhos sobre filosofia da evolução, nos quais promoveu pontos de vista sobre evolução saltacional e mutacionismo, botânica económica e assuntos relacionados com história local de Dorset.

## Biografia
Ronald Good nasceu em Dorchester e estudou botânica no Downing College da Universidade de Cambridge, onde obteve um MA e Sc.D.
Trabalhou no Departamento de Botânica do Natural History Museum (1922-1928) e depois como professor de botânica na University of Hull, cargo que manteve de 1928 até se aposentar no ano de 1959. Entre outras obras, é autor da monografia intitulada The Geography of the Flowering Plants (1947) uma obra com grande impacto no mundo da fitogeografia.
Foram nomeadas em sua homenagem as seguintes espécies:
- Calycobolus goodii Heine
- Cephalophyllum goodii L.Bolus
- Lobelia goodii E.Wimm.
- Mesembryanthemum goodiae N.E.Br.
- Psychotria goodii Figueiredo
- Roella goodiana Adamson
- Ruschia goodiae L.Bolus
- Thismia goodii Kiew

## Publicações
Entre outras obras, é autor das seguintes monografias:
- Plants and Human Economics (1933)
- The Old Roads of Dorset (1940)
- A Geographical Handbook of the Dorset Flora (1948)
- The Geography of the Flowering Plants (1947; 2nd ed. 1953, 3rd ed. 1964, 4th ed. 1974)
- Features of Evolution in Flowering Plants (1956)
- The Last Villages of Dorset (1979)
- The Philosophy of Evolution (1981)
- Concise Flora of Dorset (1984)